# Венґлев
Венґлев (пол. Węglew) — село в Польщі, у гміні Ґоліна Конінського повіту Великопольського воєводства.
Населення — 1157 осіб (2011).
У 1975—1998 роках село належало до Конінського воєводства.

## Демографія
Демографічна структура станом на 31 березня 2011 року:
|          | Загалом | Допрацездатний вік | Працездатний вік | Постпрацездатний вік |
| -------- | ------- | ------------------ | ---------------- | -------------------- |
| Чоловіки | 588     | 119                | 438              | 31                   |
| Жінки    | 569     | 115                | 370              | 84                   |
| Разом    | 1157    | 234                | 808              | 115                  |